# Omiodes humeralis
Omiodes humeralis is een vlinder uit de familie van de grasmotten (Crambidae), uit de onderfamilie van de Spilomelinae. De wetenschappelijke naam van deze soort is voor het eerst voorgesteld door Achille Guenée in een publicatie uit 1854.
De soort komt voor in Haïti, Dominicaanse Republiek, Honduras, Nicaragua, Costa Rica, Panama en Argentinië.